# Puerto Inírida
Puerto Inírida ou Inírida  é uma cidade de Colômbia, capital do departamento de Guainía, limita pelo Norte com o departamento do Vichada, pelo Oriente com o estado Venezuelano de Amazonas, pelo Sul com o Departamento do Vaupés e Brasil pelo Ocidente com o departamento do Guaviare.